# Al-Khirniq bint Badr
Al-Khirniq bint Badr ibn Hiffān (o Haffān, الخرنق بنت بدر بن هفان, fallecida hacia 600) fue una poetisa elegíaca árabe preislámica. Era medio hermana o tía del poeta Tarafa ibn al'Abd.
Del diván de Al-Khirniq solo se han conservado apenas sesenta líneas, mayoritariamente preservadas en el trabajo de Abu 'Amr ibn al-'Ala'. Sus elegías conocidas iban dirigidas a parientes, incluyendo su hermano y su marido Bishr ibn 'Amr, que fue asesinado por la tribu vecina en el monte Qudab.